# Single Ladies (Put a Ring on It)
„Single Ladies (Put a Ring on It)“ је песма америчке певачице Бијонсе Ноулс. године, као други сингл са албума „I Am… Sasha Fierce“.

## Издања
Single Ladies (Put A Ring On It) Dance Remixes
1. „Single Ladies (Put A Ring On It) (Dave Audé Remix - Club Version)“ - 8:20
2. „Single Ladies (Put A Ring On It) (Karmatronic Remix - Club Version)“ - 5:54
3. „Single Ladies (Put A Ring On It) (RedTop Remix - Club Version)“ - 6:52
4. „Single Ladies (Put A Ring On It) (DJ Escape & Tony Coluccio Remix - Club Version)“ - 6:54
5. „Single Ladies (Put A Ring On It) (Lost Daze Dating Service Remix - Club Version)“ - 6:47
6. „Single Ladies (Put A Ring On It) (Craig C's Master Blaster Remix - Club Version)“ - 8:19

Digital Remix EP
1. "Single Ladies (Put a Ring on It)" (Dave Aude Club Mix) - 8:24
2. "Single Ladies (Put a Ring on It)" (Karmatronic Remix) - 5:58
3. "Single Ladies (Put a Ring on It)" (Redtop Club Mix) - 6:59
4. "Single Ladies (Put a Ring on It)" (Redtop Dub) - 7:05
5. "Single Ladies" (DJ Escape & Tony Coluccio Club) - 6:58
6. "Single Ladies" (DJ Escape & Tony Coluccio Dub) - 6:11
7. "Single Ladies" (Lost Daze Dating Service Remix) - 6:52
8. "Single Ladies" (Craig C's Master Blaster Radio Remix) - 8:19

US Promo Remixes EP
1. "Single Ladies (Put a Ring on It)" (Dave Aude Club) - 8:24
2. "Single Ladies (Put a Ring on It)" (Dave Aude Radio) - 3:50
3. "Single Ladies (Put a Ring on It)" (Karmatronic Club) - 5:58
4. "Single Ladies (Put a Ring on It)" (Karmatronic Radio) - 3:47
5. "Single Ladies (Put a Ring on It)" (Redtop Club) - 6:59
6. "Single Ladies (Put a Ring on It)" (Redtop Dub) - 7:05
7. "Single Ladies (Put a Ring on It)" (Redtop Radio) - 3:36
8. "Single Ladies (Put a Ring on It)" (DJ Escape & Tony Coluccio Club) - 6:58
9. "Single Ladies (Put a Ring on It)" (DJ Escape & Tony Coluccio Dub) - 6:11
10. "Single Ladies (Put a Ring on It)" (DJ Escape & Tony Coluccio Radio) - 3:44
11. "Single Ladies (Put a Ring on It)" (Lost Daze Dating Service Remix) - 6:52
12. "Single Ladies (Put a Ring on It)" (Lost Daze Dating Service Radio) - 3:32
13. "Single Ladies (Put a Ring on It)" (Craig C's Master Blaster Remix) - 8:19
14. "Single Ladies (Put a Ring on It)" (Craig C's Master Blaster Radio) - 3:31

CD Single
1. "Single Ladies (Put a Ring on It)" (Main) - 3:13
2. "Single Ladies (Put a Ring on It)" (Maurice Joshua Club Edit) - 3:44
3. "Single Ladies (Put a Ring on It)" (Maurice Joshua Club Mix ) - 6:47
4. "Single Ladies (Put a Ring on It)" (Instrumental) - 3:11
5. "If I Were a Boy" - 4:10

UK CD Single
1. "Single Ladies (Put a Ring on It)"
2. "Single Ladies (Put a Ring on It)" (Redtop Remix)

UK Promo CD Single
1. "Single Ladies (Put a Ring on It)" (Redtop Club) - 6:59
2. "Single Ladies (Put a Ring on It)" (My Digital Enemy Remix) - 6:39
3. "Single Ladies (Put a Ring on It)" (Olli Collins & Fred Portelli Remix) - 7:43
4. "Single Ladies (Put a Ring on It)" (Japanese Popstars Remix) - 7:46
5. "Single Ladies (Put a Ring on It)" (Craig C's Master Blaster Remix) - 8:19
6. "Single Ladies (Put a Ring on It)" (Karmatronic Club) - 5:58
7. "Single Ladies (Put a Ring on It)" (Main) - 3:13

## Charts
| Chart (2008)                                       | Peak position | Certification | Sales       |
| -------------------------------------------------- | ------------- | ------------- | ----------- |
| Холандски Антили - Bright top 40                   | 2             | -             | -           |
| Аруба - ARUBA’S TOP 20                             | 3             | -             | -           |
| Аустралија - Australian ARIA Singles Chart         | 5             | 2 × Platinum  | 140,000 +   |
| Белгија - Belgian Singles Chart (Flanders)         | 11            | -             | -           |
| Бразил - Top 100 Singles                           | 1             | -             | -           |
| Канада - Canadian Hot 100                          | 2             | -             | -           |
| Данска - Danish Singles Chart                      | 21            | -             | -           |
| Холандија - Dutch Top 40                           | 8             | -             | -           |
| Ирска - Irish Singles Chart                        | 4             | -             | -           |
| Израел - Israeli Singles Chart                     | 5             | -             | -           |
| Италија - Italian Singles Chart                    | 10            | -             | -           |
| Мексико - México Top 100                           | 18            | -             | -           |
| Нови Зеланд - New Zealand RIANZ Singles Chart      | 2             | Gold          | 7,500 +     |
| Norwegian Singles Chart                            | 19            | -             | -           |
| Пољска - Polish Singles Chart                      | 2             | -             | -           |
| Portuguese Singles Chart                           | 2             | -             | -           |
| Spanish Singles Chart                              | 21            | -             | -           |
| Шведска - Swedish Singles Chart                    | 50            | -             | -           |
| Swiss Singles Chart                                | 40            | -             | -           |
| Turkey Top 20 Chart                                | 2             | -             | -           |
| Европска унија - Euro 200                          | 8             | -             | -           |
| Уједињено Краљевство - UK Singles Chart            | 7             | -             | -           |
| Сједињене Америчке Државе - U.S. Billboard Hot 100 | 1             | 2 × Platinum  | 2,000,000 + |